# 우치우라촌 (시즈오카현)
우치우라촌(内浦村)은 시즈오카현의 동부, 기미사와군·다가타군에 있던 촌이다. 현재의 누마즈시에 해당한다.

## 역사
- 1889년 4월 1일 - 정촌제 시행에 의해 기미사와군 우치우라촌이 성립하였다.
- 1896년 4월 1일 - 군제 시행에 의해 다가타군에 속하게 되었다.
- 1955년 4월 1일 - 니시우라촌,  조토군 아시타카촌과 함께 누마즈시에 편입해 소멸하였다.

## 교육
- 우치우라촌립 우치우라초등학교
- 우치우라촌립 우치우라 중학교

## 참고문헌
- 『市町村名変遷辞典』東京堂出版、1990年。